# Hekikai no AiON
Hekikai no AiON (яп. 碧海のAiON Хэкикай но АиО:Н) — манга Юны Кагэсаки, выходящая с 2008 года.

## Сюжет
Согласно сюжету, черви (яп. 蟲 муси), посланные русалками, паразитируют на мозге людей. Их уничтожением занимается главная героиня, Сиэнэ и живущая в ней чёрная змея, Аион. Так как она и инфицированные люди являются врагами, они испытывают обоюдную ненависть друг к другу. В начале манги, Сэинэ встречает второго главного героя, Тацую, который несмотря на её возражения, пытается её опекать. Как выясняется, его приемные родители инфицированы и кроме того, живут с ним лишь в надежде заполучить его наследство. Дабы Тацуя не был одинок потеряв их, Сэинэ остается жить вместе с ним.

## Персонажи
Сэинэ Миядзаки (яп. 宮崎星音 Миядзаки Сэинэ) — главная героиня, обладательница бессмертного тела. Кто её биологические родители — никто не знает. Она поменяла много приемных, которые с ужасно с ней обращались и в конце концов её подобрал бессмертный по имени Симон. В отличие от прочих, он был добр с ней. Однако, около трехсот лет назад его убили русалки. Поэтому, Сиэнэ посвятила свою жизнь мести за приемного отца и с помощью живущей в ней змеи «Аиона» (яп. アイオーン Аио:н) уничтожает как червей, так и распространяющих их русалок. Русалки в свою очередь внушают инфицированным червями людям мысли о том, что они должны убить Сиэнэ. Если уничтожить червя слишком рано, мысли о убийстве останутся с инфицированным до конца его дней. Поэтому, Сэинэ намерено усиливает ненависть к себе на столько, что инфицированные люди убивают её и таким образом выполняют миссию возложенную на них русалками. Для незнающих о её природе это выглядит так, как если бы Сэинэ была мазохисткой.
На момент знакомства с Тацуей, Сиэнэ постоянно задирала её одноклассница, инфицированная одним из червей. Сама же она жила на улице, в картонной коробке. Видя это, Тацуя, несмотря на возражения Сиэны и то что она воскресла прямо на его глазах, повёл её к себе домой, где выяснилось что его опекуны также инфицированы. Что бы Тацуя не был одинок после того как Сэинэ избавится от его родителей, она осталась жить вместе с ним. Согласно своему обещанию, если Тацуя не встанет на пути её мести, Сиэнэ останется с ним до тех пор, пока у него не появится семья.
Тацуя Цугава (яп. 津川達哉 Цугава Тацуя) — главный персонаж. Его родители погибли в автокатастрофе, оставив ему огромное наследство. Перед смертью, отец потребовал что бы Тацуя стал достойным человеком. Хотя Тацуя с самого начала подозревал недобрые намерения за своими родственниками, он согласился жить с ними, что бы не быть одиноким. Видя положение Сэинэ, Тацуя взял её под свою опеку, несмотря ни на то что он только мешал ей своей защитой, ни на то что её вполне устраивала жизнь на улице, в коробке. После того как приемные родители попытались убить Тацую и были обезврежены Сэинэ, она стала его новой семьёй. Впоследствии он влюбился в неё, хотя и понимает что Сэинэ все ещё любит Симона. Готовить не умеет и в лучшем случае его готовка имеет отвратительный вкус, а в худшем — ей можно отравиться.
Юдзуки — младшая из «дьявольских сестренок», называющих себя опекунами Сэинэ. Как и Сэинэ, бессмертна. Глупа, но сильна и отлично готовит. Является педофилкой, которая не способна сдерживать себя и пытается поцеловать всех детей которых увидит. Вместе со своей сестрой, поселилась в доме Тацуи под видом служанки и взяла на себя уборку и готовку.
Сидзуки — старшая из «дьявольских сестренок». В отличие от своей младшей сестры, обладает достаточно слабым телом. Так, она не может плавать в хлорированной воде и если для остальных готовка Тацуи просто отвратительна, то для неё — смертельно опасна. Ввиду этого, после вселения сестёр в дом Тацуи, с него было взято слово что он не будет появляться на кухне. Именно Сидзуки дала Сэинэ её бессмертное тело, при чём, исключительно для мести. Как и она, живёт на свете уже не одну сотню лет.
Сэйла — одна из русалок. Презираема своими сестрами, за исключением Ариэль. В прошлом была убита Сэинэ. Хотя Ариэль и воскресила её, на шее Сэйлы остался шрам, и из-за травмы горла она не может разговаривать. Поэтому общается либо на жестовом языке, либо через записи в тетради. Будучи способной превращаться в человека, она перевелась в ту же школу, что и Тацуя, дабы отомстить Сэинэ. Там она встретила Тацую, в которого влюбилась.